# 宗金
宗金（そうきん、生年不詳 - 1455年（康正元年））は、室町時代中期の博多の大商人である。子は宗性春。
初めは九州探題渋川満頼、その後大友氏の配下で明や李氏朝鮮との貿易で活躍し、1419年（応永26年）の応永の外寇後に訪れた李氏朝鮮の使者宋希璟を接待し、共に京へと赴いて幕府との仲介役を果たした。室町幕府6代将軍足利義教や斯波氏・渋川氏・大友氏・少弐氏などの使節として朝鮮貿易を代行し、1425年（応永32年）には朝鮮から貿易を許す印である図書を与えられ、受図書人となった。1436年（永享8年）の遣明船にも関与する。
文宗が李氏朝鮮第5代国王に即位（1450年）した際には祝いに駆けつけている。
妙楽寺の僧であったと言われており、公卿山科教言の日記『教言卿記』にも同名の僧が登場するという。